# Caravane de la mort

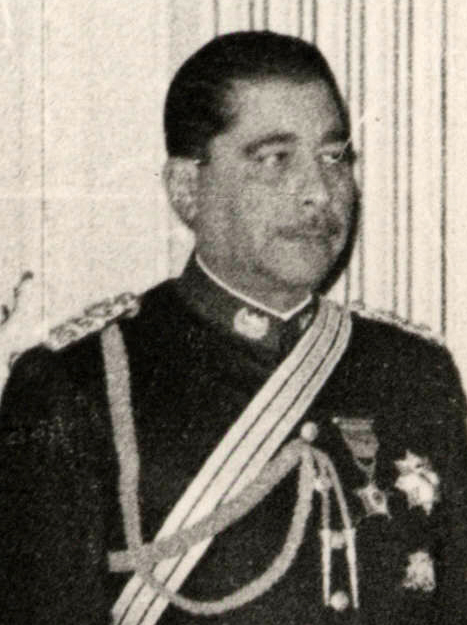
Sergio Víctor Arellano Stark (1921-2016) est un militaire chilien notamment impliqué dans l'affaire de la Caravane de la Mort.

La Caravane de la mort est un escadron de la mort qui sillonna le Chili du 30 septembre au 22 octobre 1973, soit quelques jours après le coup d'État du 11 septembre 1973 du général Pinochet.

## 120 personnes assassinées
Dirigée par le général de la DINA Pedro Espinoza Bravo, le juge Juan Guzmán Tapia estime qu'elle aurait assassiné 120 personnes lors de ce périple sanglant. Le brigadier Antonio Palomo Contreras, qui pilotait les vols de la mort et fut longtemps le pilote personnel de Pinochet, inculpé en 2007 dans l'affaire Calle Conferencia, pilotait avec Luis Felipe Polanco, également inculpé dans la même affaire, l'hélicoptère Puma lors de la caravane de la mort. 
La Caravane visait en particulier les membres du Parti socialiste du Chili, mais aussi ceux du MIR ou du Parti communiste, ainsi que des citoyens, sans aucune appartenance politique, opposants à la dictature militaire. 

## Procès
C'est cet épisode qui amena le juge espagnol Baltasar Garzón à faire arrêter l'ancien dictateur Pinochet à Londres en 1998.
Le 23 mai 2000, la cour d'appel de Santiago du Chili leva l'immunité parlementaire de sénateur à vie du général Pinochet dans le cadre de cette affaire. Le 1er décembre 2000, le juge Juan Guzman l'inculpa pour la mort des 75 opposants, tués en 1973 par « la Caravane de la mort » mais dès le 11 décembre, la procédure était suspendue par la cour d'appel de Santiago pour des motifs médicaux. En janvier 2001, les médecins estimèrent que Pinochet souffrait d'une forme de « démence légère ». Le 8 mars, la cour d'appel confirmait l'inculpation comme simple « complice » de la Caravane de la mort mais non comme instigateur.
Le 9 juillet 2001, les actions judiciaires étaient de nouveau suspendues en raison de la dégradation de l'état de santé du vieux général, alors âgé de 86 ans.
Le 1er juillet 2002, la Cour suprême invoqua ses conditions physiques dues à une « démence modérée » pour totalement absoudre le général Pinochet dans l'affaire dite des « Caravanes de la mort ».

## Accusations contre un membre du gouvernement Piñera
Après l'arrivée à la droite du pouvoir, à l'occasion de l'élection présidentielle de 2010 remportée par Sebastián Piñera (Rénovation nationale), mettant fin au gouvernement de la Concertation, le chef du cabinet du sous-secrétaire de la Défense, le major Mario Larenas Gutiérrez, fut accusé par le député communiste Hugo Gutiérrez (es), d'avoir participé à la Caravane de la mort. Le même député avait rappelé le passé du général nommé directeur de la Gendarmerie, Iván Andrusco, qui avait travaillé à la DICOMCAR, organisme de répression dissout à la suite du Caso Degollados (1985), et qui avait été par suite poussé à la démission.

## Source
- [réf. incomplète] Article du Monde du 12 décembre 2006 sur les procédures judiciaires engagées contre le général Pinochet